# Rytmeæg
Et rytmeæg er et hult ægformet musikinstrument der indeholder små korn. Skallen er lavet af hård plastic. Lyden fremkommer ved at kornene slår imod indersiden af "ægget". Det er i familie med shakeren. Det er en moderne version af maracas.